# Sphecodes punctiscutum
Sphecodes punctiscutum là một loài Hymenoptera trong họ Halictidae. Loài này được Eardley & R. P. Urban mô tả khoa học năm 2006.